# Закшево (Злотовський повіт)
Закшево (пол. Zakrzewo, нім. Zakrzewo, 1935-45: Buschdorf) — село в Польщі, у гміні Закшево Злотовського повіту Великопольського воєводства.
Населення — 1841 особа (2011).
У 1975-1998 роках село належало до Пільського воєводства.

## Демографія
Демографічна структура станом на 31 березня 2011 року:
|          | Загалом | Допрацездатний вік | Працездатний вік | Постпрацездатний вік |
| -------- | ------- | ------------------ | ---------------- | -------------------- |
| Чоловіки | 931     | 216                | 638              | 77                   |
| Жінки    | 910     | 197                | 565              | 148                  |
| Разом    | 1841    | 413                | 1203             | 225                  |